# Đảng xây dựng nhà nước Đài Loan
Đảng xây dựng nhà nước Đài Loan (Taiwan Statebuilding Party; tiếng Trung: 台灣基進; bính âm: Táiwān Kichìn; Bạch thoại tự: Tâi-oân Ki-chìn) là một đảng chính trị chủ trương tự do xã hội. Đảng này chính thức thành lập ngày 15 tháng 5 năm 2016. Không giống như Đảng Dân Tiến, đảng này theo luật định ủng hộ phong trào độc lập Đài Loan.